# خوزه بارتو (بازیکن فوتبال آرژانتین)
خوزه بارتو (اسپانیایی: José Barreto‎؛ زادهٔ ۲۲ فوریهٔ ۲۰۰۰) بازیکن فوتبال اهل آرژانتین است.